# Gabinete Hitler
El Gabinete Hitler constituyó el gobierno de jure (30 de enero de 1933 - julio de 1933) y de facto (julio de 1933 - abril de 1945) de la Alemania nazi, tras el nombramiento de Adolf Hitler como canciller del Reich Alemán en lugar de Franz von Papen, quien se reservó el cargo de vicecanciller. La formación del gabinete se debió principalmente a von Papen, quien desde inicios de enero de 1933 había estado planeando junto con el presidente Paul von Hindenburg establecer un gobierno conjunto del NSDAP y del DNVP, a espaldas del canciller Kurt von Schleicher, aún en el cargo.

## Composición
El gabinete estuvo compuesto por los siguientes ministros:
| Cargo                                                                             | Titular                                                    | Periodo                                       | Partido                                |
| --------------------------------------------------------------------------------- | ---------------------------------------------------------- | --------------------------------------------- | -------------------------------------- |
| Führer                                                                            | Adolf Hitler                                               | 2 de agosto de 1934– 30 de abril de 1945      | NSDAP                                  |
| Canciller, (Reichskanzler, desde 1934)                                            | Adolf Hitler                                               | 30 de enero de 1933 – 30 de abril de 1945     | NSDAP                                  |
| Vicecanciller                                                                     | Franz von Papen                                            | 30 de enero de 1933 – 7 de agosto de 1934     | Independiente                          |
| Vicecanciller                                                                     | Hermann Göring                                             | 10 de febrero de 1941 – 23 de abril de 1945   | NSDAP                                  |
| Ministro de Asuntos Exteriores                                                    | Konstantin von Neurath                                     | 30 de enero de 1933 – 4 de febrero de 1938    | Ninguno (1933-1937) NSDAP (desde 1937) |
| Ministro de Asuntos Exteriores                                                    | Joachim von Ribbentrop                                     | 4 de febrero de 1938 – 30 de abril de 1945    | NSDAP                                  |
| Ministro del Interior                                                             | Wilhelm Frick                                              | 30 de enero de 1933 – 20 de agosto de 1943    | NSDAP                                  |
| Ministro del Interior                                                             | Heinrich Himmler                                           | 24 de agosto de 1943 – 30 de abril de 1945    | NSDAP                                  |
| Ministro de Finanzas                                                              | Lutz Graf Schwerin von Krosigk                             | 30 de enero de 1933 – 30 de abril de 1945     | Ninguno (1933-1937) NSDAP (desde 1937) |
| Ministro de Justicia                                                              | Franz Gürtner †                                            | 30 de enero de 1933 – 29 de enero de 1941     | DNVP (1933) NSDAP (desde 1937)         |
| Ministro de Justicia                                                              | Franz Schlegelberger (provisorio)                          | 29 de enero de 1941 – 24 de agosto de 1942    | NSDAP                                  |
| Ministro de Justicia                                                              | Otto Georg Thierack                                        | 24 de agosto de 1942 – 30 de abril de 1945    | NSDAP                                  |
| Ministro del Reichswehr (desde 1935: de Guerra)                                   | Werner von Blomberg                                        | 30 de enero de 1933 – 5 de febrero de 1938    | Ninguno                                |
| Ministro del Reichswehr (desde 1935: de Guerra)                                   | Wilhelm Keitel (como jefe del OKW)                         | 5 de febrero de 1938 – 30 de abril de 1945    | Ninguno                                |
| Ministro de Economía                                                              | Alfred Hugenberg                                           | 30 de enero de 1933– 29 de junio de 1933      | DNVP                                   |
| Ministro de Economía                                                              | Kurt Schmitt                                               | 29 de junio de 1933 – 3 de agosto de 1934     | NSDAP                                  |
| Ministro de Economía                                                              | Hjalmar Schacht                                            | 3 de agosto de 1934 – 26 de noviembre de 1937 | Ninguno (NSDAP desde 1937)             |
| Ministro de Economía                                                              | Hermann Göring                                             | 26 de noviembre de 1937 – 15 de enero de 1938 | NSDAP                                  |
| Ministro de Economía                                                              | Walther Funk                                               | 5 de febrero de 1938 – 30 de abril de 1945    | NSDAP                                  |
| Ministro de Agricultura                                                           | Alfred Hugenberg                                           | 30 de enero de 1933– 29 de junio de 1933      | DNVP                                   |
| Ministro de Agricultura                                                           | Richard Walther Darré                                      | 29 de junio de 1933 – 23 de mayo de 1942      | NSDAP                                  |
| Ministro de Agricultura                                                           | Herbert Backe                                              | 23 de mayo de 1942 - 30 de abril de 1945      | NSDAP                                  |
| Ministro de Trabajo                                                               | Franz Seldte                                               | 30 de enero de 1933 – 30 de abril de 1945     | NSDAP (desde el 30 de abril de 1933)   |
| Ministro de Asuntos Postales                                                      | Paul Freiherr von Eltz-Rübenach                            | 30 de enero de 1933 – 2 de febrero de 1937    | Ninguno                                |
| Ministro de Asuntos Postales                                                      | Wilhelm Ohnesorge                                          | 2 de febrero de 1937 – 30 de abril de 1945    | NSDAP                                  |
| Ministro de Transporte                                                            | Paul Freiherr von Eltz-Rübenach                            | 30 de enero de 1933 – 2 de febrero de 1937    | Ninguno                                |
| Ministro de Transporte                                                            | Julius Dorpmüller                                          | 2 de febrero de 1937 – 30 de abril de 1945    | Ninguno (NSDAP desde 1941)             |
| Ministro de Ilustración Pública y Propaganda                                      | Joseph Goebbels                                            | 13 de marzo de 1933 – 30 de abril de 1945     | NSDAP                                  |
| Ministro de Aviación                                                              | Hermann Göring                                             | 5 de mayo de 1933 – 24 de abril de 1945       | NSDAP                                  |
| Ministro de Ciencia, Educación y Cultura                                          | Bernhard Rust                                              | 1 de mayo de 1934 – 30 de abril de 1945       | NSDAP                                  |
| Ministro de Asuntos Eclesiásticos                                                 | Hanns Kerrl †                                              | 16 de julio de 1935 – 15 de diciembre de 1941 | NSDAP                                  |
| Ministro de Asuntos Eclesiásticos                                                 | Hermann Muhs (provisional)                                 | 15 de diciembre de 1941 – 30 de abril de 1945 | NSDAP                                  |
| Ministro de Armamento y Municiones (desde 1943: de Armamento y Producción Bélica) | Fritz Todt †                                               | 17 de marzo de 1940 – 8 de febrero de 1942    | NSDAP                                  |
| Ministro de Armamento y Municiones (desde 1943: de Armamento y Producción Bélica) | Albert Speer                                               | 8 de febrero de 1942 – 30 de abril de 1945    | NSDAP                                  |
| Ministro del Reich para los Territorios ocupados del Este                         | Alfred Rosenberg                                           | 17 de noviembre de 1941 - 30 de abril de 1945 | NSDAP                                  |
| Ministro de Estado de Bohemia y Moravia                                           | Karl Hermann Frank                                         | 20 de agosto de 1943 - 30 de abril de 1945    | NSDAP                                  |
| Ministros sin cartera (desde 1938: Ministros del Reich)                           | Hermann Göring                                             | 30 de enero de 1933 - 28 de abril de 1933     | NSDAP                                  |
| Ministros sin cartera (desde 1938: Ministros del Reich)                           | Ernst Röhm (Comandante de las SA) †                        | 1 de diciembre de 1933 - 1 de julio de 1934   | NSDAP                                  |
| Ministros sin cartera (desde 1938: Ministros del Reich)                           | Rudolf Hess (Secretario del Führer)                        | 1 de diciembre de 1933 - 10 de mayo de 1941   | NSDAP                                  |
| Ministros sin cartera (desde 1938: Ministros del Reich)                           | Hanns Kerrl                                                | 16 de abril de 1934 - 18 de julio de 1935     | NSDAP                                  |
| Ministros sin cartera (desde 1938: Ministros del Reich)                           | Hans Frank (Gobernador general desde 1939)                 | 19 de diciembre de 1934 - 30 de abril de 1945 | NSDAP                                  |
| Ministros sin cartera (desde 1938: Ministros del Reich)                           | Hjalmar Schacht                                            | 26 de noviembre de 1937 - 22 de enero de 1943 | NSDAP                                  |
| Ministros sin cartera (desde 1938: Ministros del Reich)                           | Otto Meissner (Jefe de la Cancillería presidencial)        | 1 de diciembre de 1937 - 30 de abril de 1945  | NSDAP                                  |
| Ministros sin cartera (desde 1938: Ministros del Reich)                           | Hans Lammers (Jefe de la Cancillería del Reich)            | 1 de diciembre de 1937 - 30 de abril de 1945  | NSDAP                                  |
| Ministros sin cartera (desde 1938: Ministros del Reich)                           | Arthur Seyss-Inquart                                       | 1 de mayo de 1939 - 30 de abril de 1945       | NSDAP                                  |
| Ministros sin cartera (desde 1938: Ministros del Reich)                           | Martin Bormann (Jefe de la Cancillería del NSDAP)          | 12 de mayo de 1941 - 30 de abril de 1945      | NSDAP                                  |
| Ministros sin cartera (desde 1938: Ministros del Reich)                           | Wilhelm Frick (Protector del Reich)                        | 24 de agosto de 1943 – 30 de abril de 1945    | NSDAP                                  |
| Ministros sin cartera (desde 1938: Ministros del Reich)                           | Konstantin Hierl (Líder del Servicio de Trabajo del Reich) | 24 de agosto de 1943 – 30 de abril de 1945    | NSDAP                                  |

## Fin del gabinete
Cuando el régimen del Tercer Reich se estaba desintegrando al final de la Segunda Guerra Mundial y tras la muerte de Adolf Hitler el 30 de abril de 1945, fue sucedido por el Gabinete Goebbels y posteriormente por el Gobierno de Flensburgo (cuyo gabinete fue el Gabinete Schwerin von Krosigk).